# Lorenzo A. Castro
Lorenzo A. Castro foi um pintor barroco, nascido em Antuérpia, de pais portugueses. viajou muito por Gênova, Lisboa, Sicília e Malta. Estabeleceu-se em Londres entre 1672 e 1686 pintando cenas mediterrâneas para um mercado específico.   Muitas de suas obras são mantidas em coleções britânicas públicas e privadas, como a Dulwich Picture Gallery (que possui seis obras suas). Castro era um excelente pintor que usava contraste entre cores e escuridão para intensificar suas cenas. 

Uma de suas obras mais famosas retrata a batalha de Áccio (31 a.C.) e está no Museu Marítimo Nacional, em Greenwich.[carece de fontes?]